# Arroyo de las Flores (Arroyo Grande)
Der Arroyo de las Flores ist ein Fluss in Uruguay.
Er entspringt zwischen der Cuchilla de Navarro und der Cuchilla de las Flores und verläuft auf dem Gebiet des Departamentos Río Negro von Nordosten nach Südosten. Er mündet unweit oberhalb des Paso del Cerro als linksseitiger Zufluss in den Unterlauf des Arroyo Grande.